# Faktisk
Faktisk var en dansk, dokumentaristisk programserie for børn og unge, der oprindeligt blev vist på TV 2 fra 1989 – 1993. Serien blev produceret af Channel 6 Television i 71 afsnit, samt endnu fem under navnet Faktisk-special, der var af længere varighed.
Som værter var Jan Haugaard, Dan Schlosser og Jeanette Kristensen (senere Mette Stenumgaard), der optrådte i henholdsvis gul, grøn og blå kedeldragt.